# Oedignatha coriacea
Oedignatha coriacea är en spindelart som beskrevs av Simon 1897. Oedignatha coriacea ingår i släktet Oedignatha och familjen flinkspindlar.
Artens utbredningsområde är Sri Lanka. Inga underarter finns listade i Catalogue of Life.